# Size Really Does Matter
Size Really Does Matter è il terzo album in studio dei Pretty Boy Floyd, uscito nel 2003 per l'Etichetta Deadline Records.
Questo è il primo album nel quale manca la presenza di Kristy Majors e Kari Kane. Il disco non ebbe un buon successo commerciale, ma ricevette delle buone valutazioni da siti come All Music Guide.
Il brano "Dead" è una cover della vecchia band del bassista, The Distractions.
Il brano "727" venne scritto da Lesli per la sorella del batterista, Dish, che morì in un incidente d'auto il 27 luglio 2002.

## Listra Tracce
1. Dead (Dish, Sanders, Summers, T'Chad) 2:12
2. Suicide (Dish, Sanders, Summers, T'Chad) 4:02
3. I've Got Nothing (Dish, Sanders, Summers, T'Chad) 2:31
4. Earth Girls (Dish, Sanders, Summers, T'Chad) 3:18
5. Things I Said (Dish, Sanders, Summers, T'Chad) 5:17
6. Another Day (In the Death of America) (Dish, Sanders, Summers, T'Chad) 2:45
7. 2Heads2Faces (Dish, Sanders, Summers, T'Chad) 4:46
8. Fuck the Rock (Dish, Sanders, Summers, T'Chad) 4:24
9. 727 (Dish, Sanders, Summers, T'Chad) 5:21
10. It's Alright (Dish, Sanders, Summers, T'Chad) 3:25

## Lineup
- Steve "Sex" Summers - Voce
- T'Chad - Chitarra
- Lesli Sanders - Basso
- Dish - Batteria